# Echinosorex gymnura
O Echinosorex gymnura é uma espécie de insetívoro da família Erinaceidae. Pode ser encontrado na Tailândia, Mianmar, Malásia e Indonésia. É a única espécie do gênero Echinosorex.